# Golful Jervis
Jervis este un golf din Marea Tasman, Noul Wales de Sud, Australia. Se întinde pe o suprafață de 73 de kilometri2.  
A fost descoperit în anul 1770 și denumit Nas Lung de căpitanul James Cook, dar, în 1971 a primit numele administratorului său, John Jervis. În 1915 a fost trecut din jurisdicția New South Wales în cea a Commonwealth-ului australian, pentru a asigura ieșirea la marea capitalei. Tot în anul 1915 a fost fondat Colegiul Naval Regal Australian.

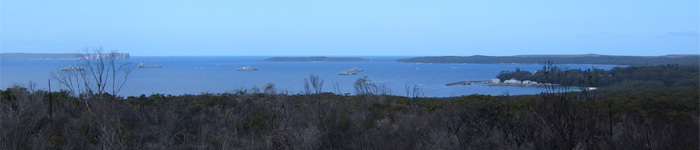
Golful Jervis.